# Cottanello
Cottanello è un comune italiano di 525 abitanti della provincia di Rieti nel Lazio.

## Geografia fisica

### Territorio
Il torrente L'Aia scorre nel territorio comunale.
Dalle cave nei pressi del paese viene estratto il Marmo rosso di Cottanello.

### Clima
Classificazione climatica: zona E, 2368 GR/G

## Storia
Il territorio di Cottanello è stato abitato sin dall'epoca romana, come testimoniato da una grande villa rustica nella tipologia ad atrio e peristilio in località Collesecco: questa grande struttura faceva parte dell'ager foronovanus e apparteneva agli Aurelii Cottae, un ramo della gens Aurelia, da cui derivò il nome del paese.

## Luoghi di interesse

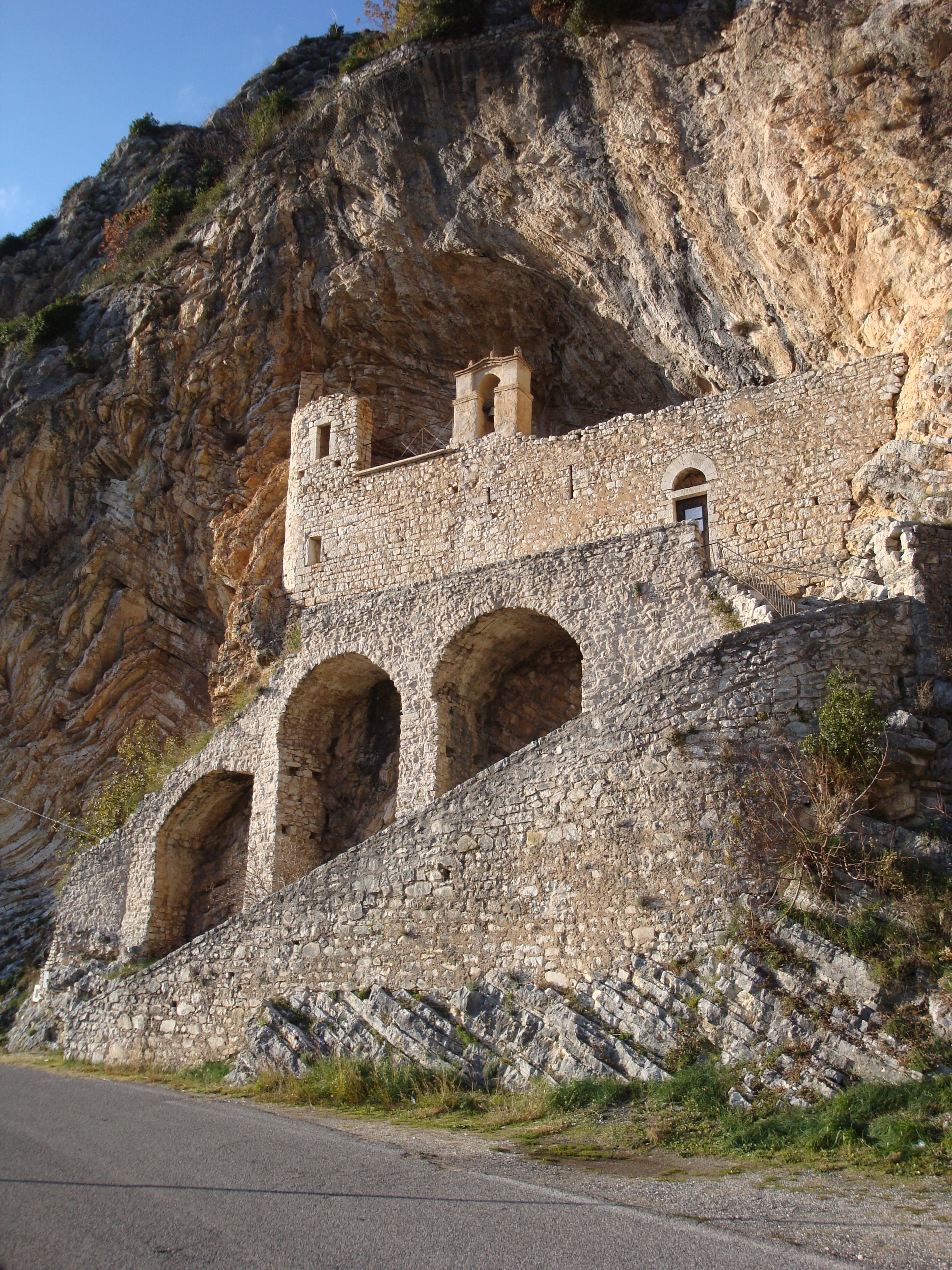
L'Eremo di San Cataldo, nei pressi di Cottanello

- il Monumento Naturale di San Cataldo e Marmo rosso di Cottanello: area protetta che include l'Eremo di San Cataldo e l'antiva cava del marmo rosso di Cottanello[4];
- il sito archeologico della Villa romana di Collesecco: tra gli ambienti della villa si annoverano un atrio con impluvium centrale, quattro cubicoli disposti ai lati, un'area termale, un triclinio e un peristilio;
- Porta del Regno;
- la Chiesa di san Luigi;
- Istituto Rinaldi,
- Palazzo Orsini;
- la Chiesa parrocchiale di Sant'Andrea Apostolo;
- Via del Sole;
- il Posto di guardia e la torre difensiva;
- Porta Romana;
- Via del Corridoio.

## Società

### Evoluzione demografica
Abitanti censiti

### Etnie e minoranze straniere
Secondo i dati ISTAT al 31 dicembre 2015 la popolazione straniera residente era di 50 persone (8,88%).

## Cultura

### Cinema
A Cottanello sono state girate alcune scene del film Il vegetale (2018).

## Amministrazione
Nel 1923 passa dalla provincia di Perugia in Umbria, alla provincia di Roma nel Lazio, e nel 1927, a seguito del riordino delle circoscrizioni provinciali stabilito dal regio decreto n. 1 del 2 gennaio 1927, per volontà del governo fascista, quando venne istituita la provincia di Rieti, Cottanello passa a quella di Rieti.
| Periodo | Periodo   | Primo Cittadino   | Partito                               | Carica  | Note                          |
| ------- | --------- | ----------------- | ------------------------------------- | ------- | ----------------------------- |
| 1995    | 1999      | Luigi Bruni       | lista civica                          | Sindaco |                               |
| 1999    | 2004      | Roberto Angeletti | lista civica                          | Sindaco |                               |
| 2004    | 2009      | Roberto Angeletti | lista civica                          | Sindaco | 2º mandato                    |
| 2009    | 2014      | Franco Piersanti  | lista civica                          | Sindaco |                               |
| 2014    | 2019      | Franco Piersanti  | lista civica Insieme per Cottanello   | Sindaco | 2º mandato                    |
| 2019    | 2020      | Franco Piersanti  | lista civica Insieme per Cottanello   | Sindaco | Dimesso durante il 3º mandato |
| 2020    | in carica | Roberto Angeletti | lista civica Noi & Voi per Cottanello | Sindaco |                               |

### Altre informazioni amministrative
- Fa parte della Comunità montana "Sabina"